# Severin Fredlund
Severin Frithiof Fredlund, född 9 oktober 1849 i Falsterbo församling, död 14 juli 1932 i Tygelsjö församling, var en svensk präst. Han var far till Axel Fritiof Fredlund och farfar till Lennart Fredlund.
Fredlund blev student vid Lunds universitet 1870, avlade teoretisk teologisk examen 1872 och praktisk teologisk examen 1873. Han blev kyrkoadjunkt i Malmö Caroli församling 1874, komminister i Landskrona 1877, kyrkoherde i Gessie församling 1880 och i Tygelsjö församling 1892. Fredlund var kontraktsprost i Oxie kontrakt 1892–1929 och ledamot av kyrkomötet 1918. Han blev teologie doktor vid Uppsala universitet 1917 samt ledamot av Nordstjärneorden 1901 och kommendör av andra klassen av samma orden 1922.
Fredlund vilar på Tygelsjö kyrkogård. År 1971 uppkallades Fredlunds väg i Tygelsjö efter honom.